# Philippinen-Haarschwanzratten
Die Philippinen-Haarschwanzratten (Batomys) sind eine auf den Philippinen lebende Nagetiergattung aus der Gruppe der Altweltmäuse (Murinae).
Sechs Arten werden unterschieden:
- Die Luzon-Haarschwanzratte (Batomys granti) auf Luzon,
- die Mindanao-Haarschwanzratte (Batomys salomonseni) auf Mindanao, Leyte und Biliran,
- die Großzähnige Haarschwanzratte (Batomys dentatus) auf Luzon
- die Dinagat-Haarschwanzratte (Batomys russatus) auf Dinagat und
- die Hamiguitan-Haarschwanzratte (Batomys hamiguitan) auf Mindanao
- Batomys uragon vom Mount Isarog im Südosten der Insel Luzon[1]

Die Haarschwanzratten erreichen Kopfrumpflängen von 18 bis 20 Zentimetern, der Schwanz misst 14 bis 18 Zentimeter. Sie sind oberseits rotbraun (granti), hellbraun (dentatus) oder dunkelbraun (salomonseni) gefärbt. Von den Luzon-Baumratten unterscheiden sie sich durch einen in Relation kürzeren Schwanz und eine mehr zugespitzte Schädelform.
Alle sechs Arten sind kaum bekannt. Die Luzon-Haarschwanzratte lebt in den Bergregenwäldern am Isarog im Südosten der Insel Luzon und scheint dort recht häufig zu sein. Sie wurde auch im Norden Luzons gefunden, ist dort aber eine extreme Rarität. Die Exemplare wurden in Höhen um 2100 Metern gesehen. Die IUCN listet sie als „gering gefährdet“ (near threatened).
Die Mindanao-Haarschwanzratte ist nur auf Leyte häufig, auf der namengebenden Insel Mindanao wurden nur wenige Exemplare am Kitanglad in Höhen um 2000 Metern gefunden. Laut IUCN ist die Art nicht gefährdet. 
Die Großzähnige Haarschwanzratte ist nur von einem einzigen Exemplar bekannt, das in der Provinz Benguet gefunden wurde. Über ihren Gefährdungsgrad ist nichts bekannt. 
Die Dinagat-Haarschwanzratte wurde erst 1998 beschrieben. Laut IUCN ist die Art „stark gefährdet“ (endangered). 
Die Hamiguitan-Haarschwanzratte wurde erst im Jahre 2008 beschrieben. Ihr Lebensraum ist die Region am Hamiguitan auf Mindanao. Sie steht in der Kategorie „zu wenige Daten vorhanden“ (data deficient) in der Roten Liste der IUCN.
Die Philippinen-Haarschwanzratten sind Teil der Phloeomys-Gruppe, einer urtümlichen, auf den Philippinen beheimateten Gruppe der Altweltmäuse.